# Émile Jonas

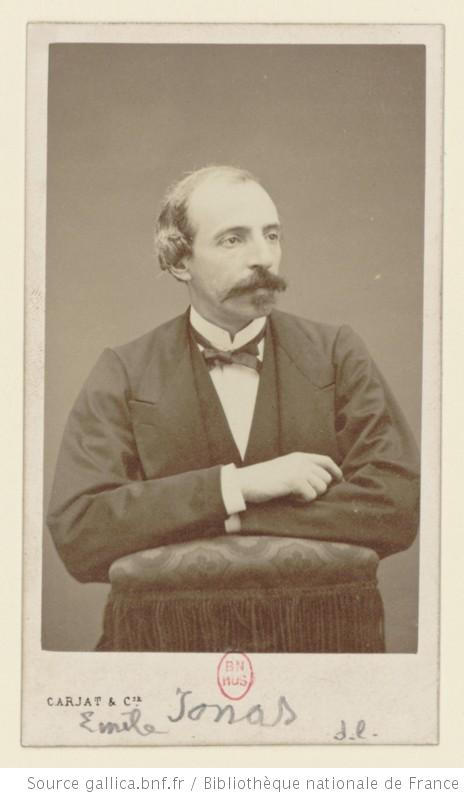
Émile Jonas

Émile Jonas (* 5. März 1827 in Paris; † 21. Mai 1905 in Saint-Germain-en-Laye) war ein französischer Komponist und Kantor.
Jonas studierte ab 1841 am Conservatoire de Paris Klavier und Harmonielehre bei Félix Le Couppey und Komposition bei Michele Carafa. 1849 gewann er mit der Kantate Antonio den Zweiten Second Grand Prix de Rome.
Bereits seit 1847 gab er Grundkurse in Solfège am Conservatoire, seit 1857 hatte er einen Lehrstuhl in diesem Fach inne. Seit 1859 leitete er eine Kompositionsklasse. Im Jahr 1870 zog er sich von der Lehrtätigkeit zurück. Daneben wirkte Jonas als musikalischer Leiter der Garde Impériale und Kantor und Chorleiter der portugiesischen Synagoge in der Rue Lamartine.
Neben fast zwanzig Operetten im Stil Offenbachs komponierte Jonas einige Stücke für Saxophon, darunter Le Diamant und ein Prière für Saxophonquartett sowie Stücke für den gottesdienstlichen Gebrauch in der Synagoge. 1854 veröffentlichte er einen Recueil de chants hébraïques in sephardischer Tradition.

## Werke
- Le Duel de Benjamin (Libretto: Eugène Mestépès), UA 1855
- La Parade (Libretto: Jules Barbier oder Jules Brésil), UA 1856
- Le Roi boit (Libretto: Adolphe Jaime und Eugène Mestépès), UA 1857
- Les Petits prodiges (Libretto: Adolphe Jaime und Etienne Tréfeu), UA 1857
- Job et son chien (Libretto: Eugène Mestépès), UA 1863
- Le Manoir des Larenardière (Libretto: Eugène Mestépès), UA 1864
- Avant la noce (Libretto: Eugène Mestépès und Paul Boisselot), UA 1865 (als Terrible Hymen 1867 in London)
- Les Deux Arlequins (Libretto: Eugène Mestépès), UA 1865 (als The Two Harlequins 1867 in London)
- Marlbrough s'en va-t-en guerre (Komposition mit Georges Bizet, Isidore Legouix und Léo Delibes; Libretto: William Busnach nach Paul Siraudin), UA 1867 (nach dem gleichnamigen Volkslied)
- Le Canard à trois becs (Libretto: Jules Moinaux), UA 1869
- Désiré, Sire de Champigny, UA 1869
- Javotte oder Cinderella the Younger (Libretto: Alfred Thompson), UA 1871 in London
- Goldchignon (Libretto: Eugène Grangé, Victor Bernard und Étienne Tréfeu, deutsch von Julius Hopp), UA 1873 in Wien
- Die Japanesin (Libretto: Eugène Grangé und Victor Bernard, deutsch von F. Zell und Richard Genée), UA 1874 in Wien
- La Bonne aventure (Libretto von Hector Crémieux und Albert de Saint-Albin), UA 1882
- Estelle et Némourin (Libretto: Émile de Najac und Henri Bocage), UA 1882
- Le Premier baiser (Libretto: Emile de Najac und Raoul Toché), UA 1883
- La Princesse Kelebella
- Miss Robinson